# Lõupõllu
Lõupõllu (ook: Lõopõllu) is een plaats in de Estlandse gemeente Saaremaa, provincie Saaremaa. De plaats heeft de status van dorp (Estisch: küla).
Tot in oktober 2017 lag Lõupõllu in de gemeente Torgu. In die maand ging Torgu op in de fusiegemeente Saaremaa.
Lõupõllu ligt op het schiereiland Sõrve, onderdeel van het eiland Saaremaa.

## Bevolking
De ontwikkeling van het aantal inwoners blijkt uit het volgende staatje:
| Jaar            | 2011 | 2018 | 2020 | 2021 |
| --------------- | ---- | ---- | ---- | ---- |
| Aantal inwoners | 2    | 4    | < 4  | < 4  |

## Geschiedenis
De plaats werd in 1618 voor het eerst genoemd als boerderij onder de naam Erich Leo Pöld. In 1645 was ze onder de naam Löpölde een nederzetting geworden. Op het eind van de 18e eeuw lag ze op het landgoed Torgu.
In 1977 werd Lõupõllu bij het buurdorp Kaunispe gevoegd. In 1997 werd het weer een zelfstandig dorp.